# Långegöl (Nottebäcks socken, Småland)
Långegöl är en sjö i Uppvidinge kommun i Småland och ingår i Alsteråns huvudavrinningsområde.